# Proceso de Feller
En teoría de la probabilidad relacionada con procesos estocásticos, un proceso de Feller es un tipo particular de proceso de Márkov.

## Definiciones
Sea X un espacio topológico localmente compacto con una base numerable. Sea C0(X) el espacio de todas las funciones reales continuas sobre X que se anulan en el infinito, dotadas de la norma del supremo ||f ||.
Un semigrupo de Feller sobre C0(X) es a colección {Tt}t ≥ 0 de operadores lineales positivos de C0(X) en sí mismo tal que
- ||Ttf || ≤ ||f || para todo t ≥ 0 y f en C0(X), es decir, es una contracción (en sentido débil);
- la propiedad de semigrupo: Tt + s = Tt oTs se da para todo s, t ≥ 0;
- limt → 0||Ttf - f || = 0 para todo f de C0(X). Usando la propiedad de semigrupo, esto equivale a que la aplicación Ttf  para t en [0,∞) a  C0(X) sea "continua por la derecha" para toda f.

Una función de transición de Feller es una función de probabilidad de transición asociada al semigrupo de Feller. Un proceso de Feller es un proceso de Márkov cuya función de transición es una función de transición de Feller.